# James Murdoch
James Rupert Jacob Murdoch (Londra, 13 dicembre 1972) è un imprenditore britannico.

## Biografia
È il figlio minore del magnate dei media Rupert Murdoch, ex amministratore delegato (CEO) di 21st Century Fox. È stato presidente e CEO di News Corp e Sky Europa e Asia, dove ha supervisionato attività come News International (quotidiani britannici), editore del quotidiano The News of the World, Sky Italia, Sky Deutschland e STAR TV (televisione satellitare in Asia).
Fa parte del consiglio di amministrazione della News Corporation ed è consigliere del presidente. È stato nominato presidente esecutivo di News International nel dicembre 2007. Da allora ha rassegnato le dimissioni dalla carica. In precedenza aveva ricoperto il ruolo di presidente non esecutivo presso in Sky UK, di cui News Corporation detiene una partecipazione di minoranza. Nell'aprile 2012, è stato costretto a rassegnare le dimissioni da presidente sulla scia dello scandalo di hacking telefonico in corso, in cui è stato coinvolto.  È stato nominato presidente della società in seguito alla fusione con le sue consociate italiane e tedesche per formare Sky plc.
In precedenza era stato vicepresidente esecutivo di News Corporation, azionista di controllo di Sky UK, e faceva parte del consiglio di amministrazione di News Datacom e di News Corporation.
Nel maggio 2012, un rapporto parlamentare del Regno Unito estremamente critico affermava che Murdoch "mostrava una volontaria ignoranza dell'entità dell'hacking telefonico" e lo riteneva "colpevole di una sorprendente mancanza di curiosità" sulla questione. Ha continuato affermando che sia Murdoch che suo padre Rupert "alla fine dovrebbero essere preparati ad assumersi la responsabilità" per aver commesso un errore in News of the World e News International.
Murdoch è cittadino britannico di nascita ed americano naturalizzato. Ha perso la cittadinanza australiana quando suo padre è diventato cittadino americano, ma potrebbe richiederla.